# مارغريتا روبليس
ماريا مارغريتا روبليس فرنانديز (بالإسبانية: María Margarita Robles Fernández)‏ هي سياسية وقاضية إسبانية ولدت في يوم 10 نوفمبر 1956 في مدينة ليون في إسبانيا. أكملت دراسة القانون في جامعة برشلونة. اختارها رئيس الوزراء الإسباني بيدرو سانشيز لشغل منصب وزيرة الدفاع في سنة 2018. شغلت أيضاً منصب وزيرة الخارجية وشؤون الاتحاد الأوروبي بشكل مؤقت من 30 نوفمبر 2019 إلى 13 يناير 2020.